# Ali Boulala
Ali Boulala, né le 28 janvier 1979 à Stockholm (Suède) d'un père algérien et d'une mère finlandaise, est un skateboarder professionnel sponsorisé actuellement par Flip et Etnies. Il vit aujourd'hui à Stockholm, en Suède.
Il suit les traces d'Andrew Reynolds avec Jim Greco, Dustin Dollin, Erik Ellington et Matt Coan, ses compagnons du groupe de skateboarder Piss Drunx.
Il a participé à trois vidéos promotionnelles de l'entreprise Flip, Sorry, Really Sorry et Extremely Sorry où il tente en ollie un escalier de vingt-cinq marches qu'il popularise, le Lyon 25. Il apparaît également dans de nombreuses vidéos de Baker Skateboarding. 
En 2008, Ali Boulala a purgé une peine de deux ans de prison après un accident dans lequel il est reconnu coupable de l'homicide involontaire de Shane Cross, un autre rider de chez Flip, dans un accident de moto à Melbourne. Il a été libéré le 13 mars 2010.
En 2021, le documentaire The Scars of Ali Boulala réalisé par Max Eriksson, retrace son parcours à partir d'images d'archives depuis ses débuts adolescents dans le milieu du skate-board,.

## Apparitions vidéographiques
- 1996 : Transworld Magazine - Uno
- 1997 : Transworld Magazine - Cinematographer
- 1998 : Church of Skatan - Wild in the Streets
- 1999 : Baker Skateboards - Bootleg
- 1999 : Big Brother Magazine - Boob
- 2009 : Baker Skateboards - Baker 3
- 2009 : Flip Skateboards - Extremely Sorry

## Documentaire
- The Scars of Ali Boulala, réalisé par Max Eriksson (2021)